# National Mapping Agency
Een National Mapping Agency (NMA) is een topografische dienst of nationaal geografisch instituut dat meestal vanuit overheidswege belast is met het bijhouden van topografische kaarten en geo-informatie zoals het Kadaster in Nederland en het NGI in België. Sommige NMA's zijn ook verantwoordelijk voor de kadastrale registratie.
De eerste NMA was de Ordnance Survey in Groot-Brittannië.